# Байгушев Олександр Інокентійович
Олекса́ндр Іноке́нтійович Байгушев (рос. Александр Иннокентьевич Байгушев; *3 вересня 1933, Москва) — російський письменник, журналіст. Член Спілки журналістів СРСР (від 1966 року). Член Спілки письменників СРСР (від 1985 року).

## Біографія
Олександр Інокентійович Байгушев народився 3 вересня 1933 року в Москві в робітничій сім'ї. 1956 року закінчив філологічний факультет Московського університету. 1960 року закінчив сценарний факультет Всесоюзного державного інституту кінематографії.
Працював у газетах «Московский комсомолец» (1960), «Советская культура» (1960—1963); в АПН (1963—1968), в журналі «Театральная жизнь» (1972—1974), був заступником головного редактора газети «Голос Родины» (1975—1977), заступником головного редактора видавництва «Современник» (1977—1981).
Від 1994 року — член Контрольно-ревізійної комісії Спілки письменників Росії.
Друкується від 1956 року.
Лауреат премії журналу «Молодая гвардия» (1987).

## Основні публікації
- Точка зрения: Книга о вкусах времени / Предисловие Е. Осетрова. — Москва: Современник, 1979.
- Хазары: Исторический роман // Молодая гвардия. — 1989. — №№ 2—4.
- Плач по неразгаданным хазарам. — Москва: Столица, 1990.
- Сатанинские признания закулисного человека: Роман // Молодая гвардия. — 1995. — № 12; 1996. — №№ 1—6.